# Jolie môme

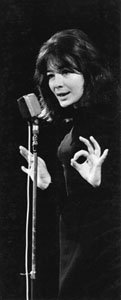
Juliette Gréco.

«Jolie môme» (linda chica) es una canción francesa compuesta por Léo Ferré en 1960. Fue popularizada por Juliette Gréco, que también contribuyó a dar a conocer a otros cantautores como Serge Gainsbourg o Jacques Brel. 